# 不粘锅

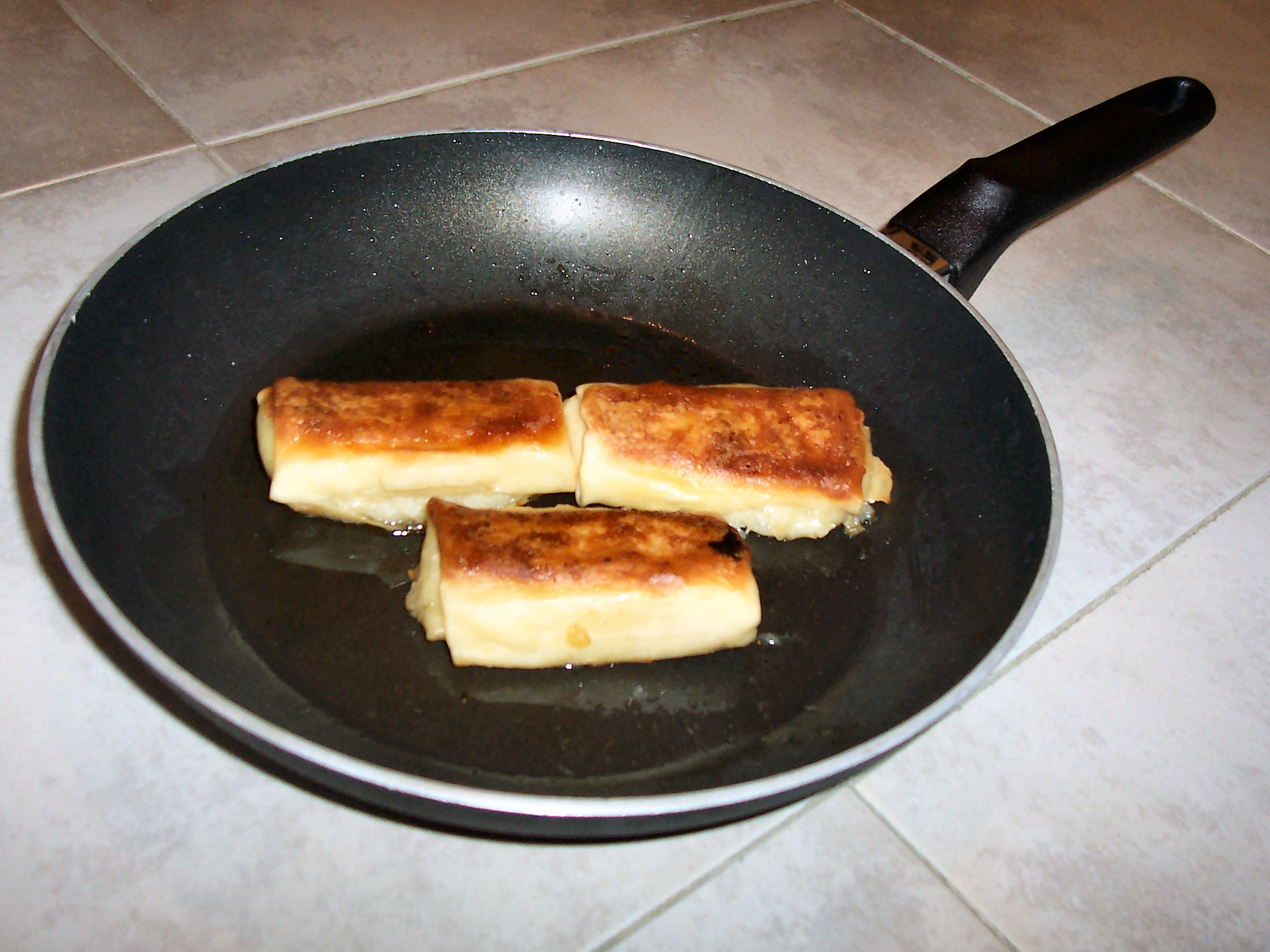
图片中的食物在烹饪过程中没有和平底锅发生粘连

不粘锅是指在烹饪过程中，不与食材发生粘连的锅具。大部分不粘锅是用聚四氟乙烯，例如杜邦公司的特氟龙涂层涂在金属锅具表面以实现其不粘效果，也有部分是采用陶瓷等新材料制作的。

## 发展历史
第一个不粘锅是由特氟龙（PTFE）涂层制作的。PTFE是杜邦公司的科学家羅伊·J·布朗克在1938年偶然发现的。这种材料具有很多独特的性质，包括非常突出的抗腐蚀性以及当时发现的所有材料中最低的摩擦系数。PTFE第一次应用是在第二次世界大战时的曼哈顿计划，它被用于密封六氟化铀气体，并被列为军事机密。1944年，杜邦公司注册了特氟龙（Teflon）商标并考虑将其应用于商业。
到1951年，杜邦公司已经将特氟龙应用于商业化的面包与饼干的制作，但是由于特氟龙材料在通风不良的空间中过度加热会产生有毒气体的潜在问题，杜邦公司并未考虑将其应用于消费厨具市场。直到1956年，才由法国公司特福开始大规模生产不粘锅。
除了特氟龙涂层以外，还有其他的不粘涂层。例如：钛和陶瓷的混合材料可以喷砂到锅具表面，并且可以承受高达2,000 °C（3,630 °F）的高温。

## 使用与限制
使用非不粘锅烹饪的时候，必须加入食用油或脂肪（肥肉），以避免食材粘在锅面上。而用不粘锅烹饪的时候，食材并不会粘在锅具表面，所以可以使用更少甚至不使用食用油，这也使得不粘锅更容易清洗。
為了維護不沾鍋的使用安全，需要改變料理習慣。包括需要冷鍋冷油並開啟抽油煙機，並避免使用調味料如醋、醬油等，以防止鍋子釋出有毒物質進入人體；會刮損鍋具的食材如帶殼海鮮、帶魚刺的魚肉等，也不宜使用不沾鍋，或需要預先處理。
使用PTFE涂层的锅具时，不应使用比特氟龙更硬的厨具接触涂层以免刮伤涂层。因此应当使用非金属厨具，例如塑料或木质厨具。

## 開鍋
開鍋和養鍋指的是對炊具進行高溫表面處理，達到防鏽、防粘的目的。生鐵和碳鋼炊具容易生鏽，所以幾乎都會進行開鍋；其他材料（如不鏽鋼、鋁）也可以藉此防粘。

## 健康考虑
当特氟龙涂层的锅具加热到超过350 °C（662 °F）时，特氟龙材料会分解，并释放出可能导致人类和鸟类死亡的有毒烟雾。不粘锅涂层中的化合物也可能与儿童和青少年胆固醇升高有相关性。